# Lupinus niveus
Lupinus niveus är en ärtväxtart som beskrevs av Sereno Watson. Lupinus niveus ingår i släktet lupiner, och familjen ärtväxter. Inga underarter finns listade i Catalogue of Life.